# Tunnel Vijenac
Der Tunnel Vijenac, auch Tunnel „1. mart“ (dt. Tunnel des 1. März) genannt, ist ein ca. drei Kilometer langer Tunnel der Autobahn A1 in Bosnien und Herzegowina und ein Teil des gesamteuropäischen Paneuropäischen Verkehrskorridors Vc.

## Beschreibung
Das Bauwerk ist das Kernstück des 4 Kilometer langen Abschnittes der A1 zwischen Kakanj bei Bilješevo und Zenica.
Der Tunnel hat zwei Röhren, die 2962 Meter lang sind und jeweils zwei Fahrstreifen aufweisen. Als Sicherheitsausrüstungen sind Verbindungsstollen zwischen den beiden Tunnelröhren für die Evakuierung von Fußgängern im Abstand von 250 Metern vorhanden. Alle 1.000 Meter gibt es einen Zugang für Unterhalts- und Rettungsfahrzeuge (insgesamt zwei). Der Tunnel ist mit zeitgemäßer Kommunikations- und Sicherheitstechnik ausgerüstet.
Die technische Leitung ist im Zentrum für Instandhaltung und Verkehrssteuerung (COKP) auf Drivuša angesiedelt, wo das Projekt auch koordiniert und geleitet wird. 

## Bau
Im November 2009 wurde die Ausschreibung für den Bau des Tunnels begonnen. Zunächst wurde ein Bauvertrag mit dem slowenischen Unternehmen SCT im Wert von 54 Millionen Euro geschlossen. Die Fertigstellung sollte im August 2013 erfolgen. Mitte 2010 wurden finanzielle Probleme des Bauunternehmens bekannt. Anfang Februar 2011 wurde der Bauvertrag seitens des Betreibers gekündigt; Bankgarantien in Höhe von 11 Mio. Euro wurden einbezogen. Der Bau wurde nun an die slowenischen Baufirma Primorje vergeben, die in der Ausschreibung auf dem zweiten Platz lag. Der Bauvertrag im Wert von 62 Mio. Euro wurde Anfang Mai 2011 unterzeichnet. Die Fertigstellung sollte nun innerhalb von 33 Monaten erfolgen. Nach einem Jahr Bauzeit wurde der Bau im Juni 2012 aufgrund der Insolvenz der Baufirma gestoppt.
Ende Juli 2012 wurde bekanntgegeben, dass der Bauvertrag mit den Subunternehmen Hidrogradnja, Euroasfalt und ŽGP neu verhandelt wurde. Die Bauarbeiten wurden auf den Durchschlag der Röhren begrenzt; der Auftragswert der Arbeiten wurde auf 18 Mio. Euro reduziert. Im August erfolgte die Wiederaufnahme der Bauarbeiten. Zusätzlich wurden die Bankgarantien der slowenischen Baufirma in Höhe von 10 Mio. Euro einbezogen. Bis Ende Dezember 2012 wurden 60 % der Bauarbeiten realisiert.
Am 1. März 2013 wurde der Durchschlag beider Röhren gefeiert. Gleichzeitig wurde im Januar 2013 die Ausschreibung für die Durchführung der restlichen Bauarbeiten im Wert 24 Mio. Euro gestartet. Im Mai 2013 erfolgte die Vertragsunterzeichnung mit dem Konsortium bestehend aus Euroasfalt d.o.o. Sarajevo und GP ŽGP d.d. Sarajevo. Die Fertigstellung war im März 2014, die Verkehrsübergabe des Tunnels samt dem Abschnitt für Mitte August 2014 geplant. Der Tunnel wurde am 25. August 2014 dem Verkehr freigegeben.